# Bálint Kenyeres
Dans le nom hongrois  Kenyeres Bálint, le nom de famille précède le prénom, mais cet article utilise l’ordre habituel en français Bálint  Kenyeres, où le prénom précède le nom.
Pour les articles homonymes, voir Kenyeres.
Bálint Kenyeres, né le 12 mai 1976 à Budapest (Hongrie), est un réalisateur, scénariste et acteur hongrois.

## Filmographie partielle

### Au cinéma

#### En tant que scénariste, réalisateur et producteur
- 1999 :  Zárás  (court métrage)
- 2001 :  Tévéjáték  (court métrage ; également acteur)
- 2005 : Avant l'aurore  (Before Dawn ; court métrage)
- 2009 : A repülés történet  ([L'Histoire de l'aviation] ; court métrage)
- 2018 : Hier (en)

#### En tant qu'acteur
- 2001 :  Tévéjáték  (court métrage)
- 2003 : Rengeteg
- 2004 : Dealer : Péter atya
- 2006 :  Egyetleneim : Bálint
- 2015 : Le Fils de Saul (Saul fia)

### À la télévision

#### En tant que scénariste
- 2014 :  Zsaruk  ([Cops] ; série télévisée, 1 épisode)
- 2011 :  aurA  (série télévisée, 1 épisode)
- 2022 :  Les Carnets de Max Liebermann : Herr Holzinger (série télévisée, 1 épisode)

### En vidéo
- 1999 :  Kolónia  (scénariste et réalisateur)

## Récompenses
- Prix György Fehér (2005)[2]
- Prix du Festival du film de Sarajevo (2005) pour Before Down
- Prix de la critique de cinéma hongrois (2006)[2]
- Prix du Festival du film de Tampere (2006) pour Before Down
- Prix du court métrage du Festival du film de Sundance (2006) pour Before Down
- Prix du court métrage du Festival international du film de Seattle (2006) pour Before Down
- Prix du cinéma européen du meilleur court métrage (Prix UIP) (2006) pour Before Down[3]
- Grand Prix du Festival international du court métrage de Vila do Conde (2009) pour A repülés története
- Festival international du court métrage de Vila do Conde : Prix RTP Onda Curta (2009) pour A repülés története
- Prix du Festival du film de Sarajevo (2005) pour A repülés története
- Prix Hugo d'or du Festival international du film de Chicago (2009) pour A repülés története